# Union for Reform Judaism
L'Union for Reform Judaism (URJ), un tempo conosciuta come Union of American Hebrew Congregations (UAHC), è un'organizzazione delle comunità ebraiche riformate in America del Nord. L'attuale presidente è il Rabbino Eric H. Yoffie.
Fu fondata nel 1873 dal rabbino boemo Isaac Mayer Wise a Cincinnati, Ohio.
Nel 2005 oltre 900 sinagoghe erano affiliate all'URJ.